# Oecobius rhodiensis
Oecobius rhodiensis är en spindelart som beskrevs av Kritscher 1966. Oecobius rhodiensis ingår i släktet Oecobius och familjen Oecobiidae.
Artens utbredningsområde är Grekland. Inga underarter finns listade i Catalogue of Life.